# Huecco
Iván Sevillano Pérez (Plasència, 1974), àlies Huecco, és un cantant espanyol.
Va créixer entre Madrid (Aluche) i Leganés, Va estudiar ciències de la informació i va ser patinador i membre del grup Sugarless abans si es fes conegut amb Pa' mi guerrera el 2006.

Va fer el videoclip Se acabaron las lágrimas amb el suport del Ministeri d'Igualdat

## Discografia
- Huecco, 2006
- Assalto, 2008
- Dame vida, 2011[2]

### Amb Sugarless
- Asegúramelo (Mans Records, 1998)
- Más Gas (Zero Records, 2002)
- Vértigo (Zero Records, 2003)